# I Jesu namn får du komma
I Jesu namn får du komma är en sång med text (1930) och musik av Gösta Blomberg.

## Publicerad i
- Frälsningsarméns sångbok 1968 som nr 43 under rubriken "Frälsning".
- Frälsningsarméns sångbok 1990 som nr 346 under rubriken "Frälsning".